# Strasburg (Virginia)
Strasburg is een plaats (town) in de Amerikaanse staat Virginia, en valt bestuurlijk gezien onder Shenandoah County.

## Demografie
Bij de volkstelling in 2000 werd het aantal inwoners vastgesteld op 4017.
In 2006 is het aantal inwoners door het United States Census Bureau geschat op 4308, een stijging van 291 (7.2%).

## Geografie
Volgens het United States Census Bureau beslaat de plaats een oppervlakte van
8,3 km², waarvan 8,2 km² land en 0,1 km² water. Strasburg ligt op ongeveer 174 m boven zeeniveau.

## Plaatsen in de nabije omgeving
De onderstaande figuur toont nabijgelegen plaatsen in een straal van 20 km rond Strasburg.